# Toxopsiella nelsonensis
Toxopsiella nelsonensis là một loài nhện trong họ Deinopidae. T. nelsonensis được miêu tả năm 1979 bởi Raymond Robert Forster.